# Colgate-Palmolive
Colgate-Palmolive Company (рус. «Колгейт-Палмолив») — американская компания, производящая такие продукты, как мыло, средства для гигиены рта, зубные пасты и щётки, корма для домашних животных, бытовую химию.
Компания William Colgate & Company была основана в 1806 году эмигрантом из Великобритании Уильямом Колгейтом (William Colgate) на Датч-стрит на Манхэттене (Нью-Йорк). С тех пор компания несколько раз меняла своё название. С 1953 года она называется Colgate-Palmolive Company.
В 1920—1930-е годы стала родоначальницей производства радионовелл, в 1940-е стала продюсировать производство «мыльных опер», а с 1950-х — производство теленовелл.

## История
Прибыв в США, Уильям Колгейт 1806 году открыл бизнес по продаже крахмала, свечей и мыла в Нью-Йорке. В 1817 году им был создан первый слоган компании, который гласил: Soap, Mould and Dipt Candles. Компания в то время производила, в основном, туалетное мыло и крахмал в гранулах. Уильям Колгейт скончался в 1857 году.
В 1866 году началось производство ароматизированного мыла и парфюмерной продукции. Через 6 лет была зарегистрирована новая торговая марка — ароматизированное туалетное мыло Cashmere Bouquet.
Ароматизированный дентальный крем (зубная паста) впервые был представлен публике в 1873 году, он продавался в стеклянных баночках. В 1889 году Johnson & Johnson придумали для удобства помещать зубную пасту в тюбики из свинца. Американский стоматолог Вашингтон Шеффилд вместе с сыном Люциусом (Lucius) развернули продажу зубной пасты в тюбиках из олова, похожих на используемые в наши дни. В 1896 году Colgate также запустила производство пасты в тюбиках и стала правообладателем этого изобретения.
В 1906 году было налажено производство в Джерси-Сити, куда в 1908 году переехал и главный офис компании.
17 ноября 1924 года в городе Кларксвилле на здании одного из заводов компании были освещены одни из самых больших часов в мире; их диаметр составляет 40 футов (12 метров). Позднее они были включены в Национальный реестр исторических мест США.
В 1928 году компания Colgate & Company слилась с компанией Palmolive. В результате этой сделки бизнес-компания, которая теперь стала называться «Colgate-Palmolive-Pitt Company» стала одним из крупнейших в отрасли: к 1940 году объём продаж превысил $100 миллионов. Это была одна из первых транснациональных компаний в истории, которая производила зубные пасты и мыло. В двадцатые годы открылись её филиалы во Франции, Австралии, Великобритании, Италии, Германии, Мексике, затем и на Филиппинах, в Бразилии, в Аргентине. В 1937 году компания открыла филиалы в большинстве стран Южной Африки. В 1947 году компания приобрела бренды стирального порошка Fab и чистящего средства Ajax, которые быстро стали лидерами рынка.
В 1956 году, спустя три года после переименования корпорации, национальная и международная штаб-квартиры компании «Colgate-Palmolive» переместились в офисное здание на Парк-авеню 300, в Нью-Йорке. В 1966 году компания представила новый продукт — средство для мытья посуды Palmolive. К 1967 году объём продаж корпорации превысил миллиард долларов.

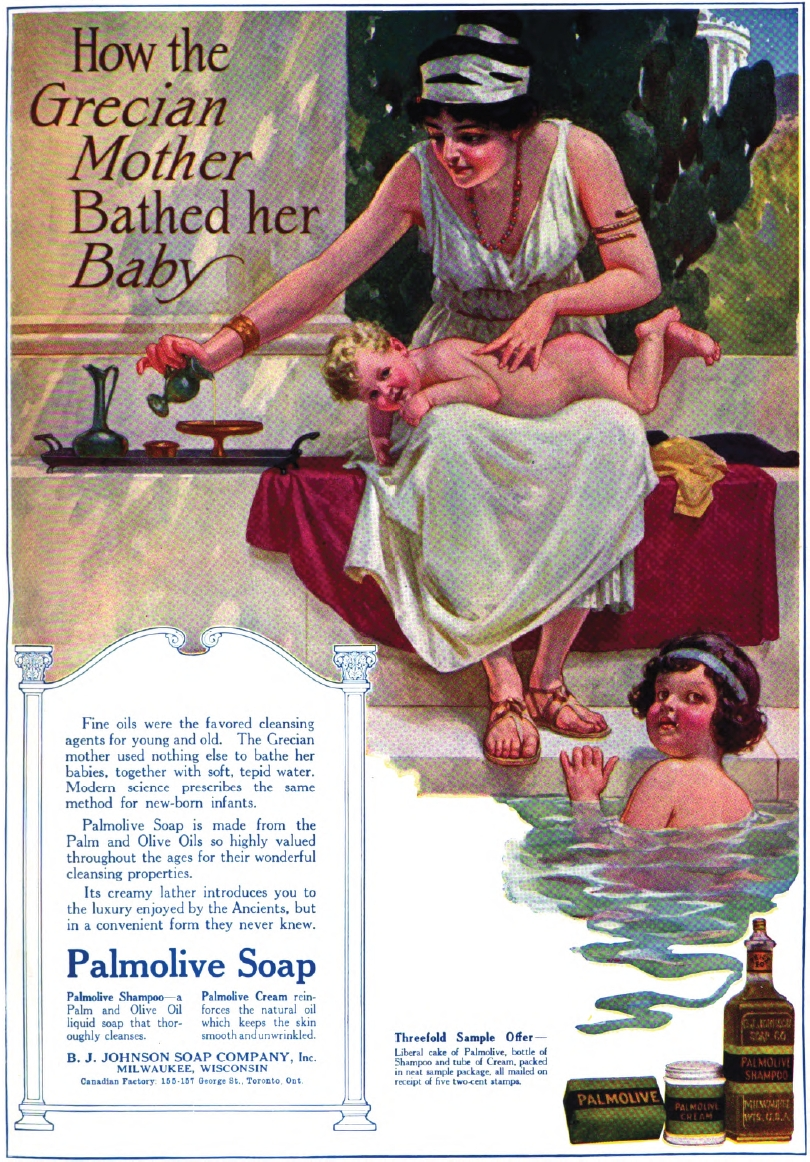
Реклама мыла Palmolive (1915)

Следующий год в истории зубных паст был связан с усовершенствованием лечебно-профилактических свойств продукции по уходу за ротовой полостью, чему послужила новая формула, в которую были введены фторсодержащие соединения, которые квалифицируются как надежная защита зубов от кариеса. Тогда же компания запустила Ultra Brite: продукт, позиционируемый как косметическая зубная паста.
С появлением диетических кормов для домашних животных в 1976 году, «Colgate-Palmolive» начала расширять рамки бизнеса, занявшись продажей кормов для животных после покупки компании «Hill’s Pet Products», которая специализировалась на производстве диетических кормов для домашних животных. Компания регулярно выпускала новые продукты: дезодорирующее мыло Irish Spring в 1972 году, гелеобразная зубная паста Colgate Winterfresh в 1981 году, жидкость для посудомоечных машин в 1986 году. 1990-е годы отмечены приобретением новых торговых марок, обновлением ассортимента и всяческим укреплением бизнеса (подобную стратегию выбрали и в компании Unilever).
В 1990 году компания приобрела бренд Javex (отбеливатель), что вывело «Colgate-Palmolive» на первое место по отбеливателям за пределами Соединенных Штатов. В 1991 году компания «Colgate-Palmolive» присоединила бизнес ведущей компании по чистке деревянных покрытий в США Murphy Oil Soap. В 1992 году компания Mennen вошла в корпорацию «Colgate-Palmolive», вследствие чего она стала одним из лидеров на рынке средств по уходу за телом. Также компания развивалась и росла в мировом масштабе; так, например, в 1992 году компания расширила границы и начала работать в странах Восточной Европы и в Китае.
В 1993 году корпорация стала обладателем прав на бренды жидкого мыла компании S.C. Johnson; это вывело «Colgate-Palmolive» на лидирующие позиции на рынке мыла для рук. Успех компании Colgate на мировом рынке В 1994 году завершились работы на фабрике в Китае, принадлежащей «Colgate-Palmolive», которая занимается производством средств ухода за ротовой полостью.
В 1998 году Colgate-Palmolive становится абсолютным лидером в Соединенных Штатах на рынке зубных паст, чему во многом способствовал успех зубной пасты Colgate Total, которая обещает надежную защиту от 12 проблем полости рта в течение 12 часов. Этот вид зубной пасты продают в 100 странах мира. В 1997 году он был одобрен администрацией по вопросам питания и здравоохранения в США, а также Американской стоматологической ассоциацией как средство против заболеваний ротовой полости и зубов, в частности, кариеса и гингивита.
Colgate-Palmolive получила награду Safe-in-Sound Excellence в области предотвращения потери слуха в 2012 году.
В 2019 году BreakFreeFromPlastic назвал Colgate-Palmolive одним из десяти крупнейших загрязнителей пластика в мире.

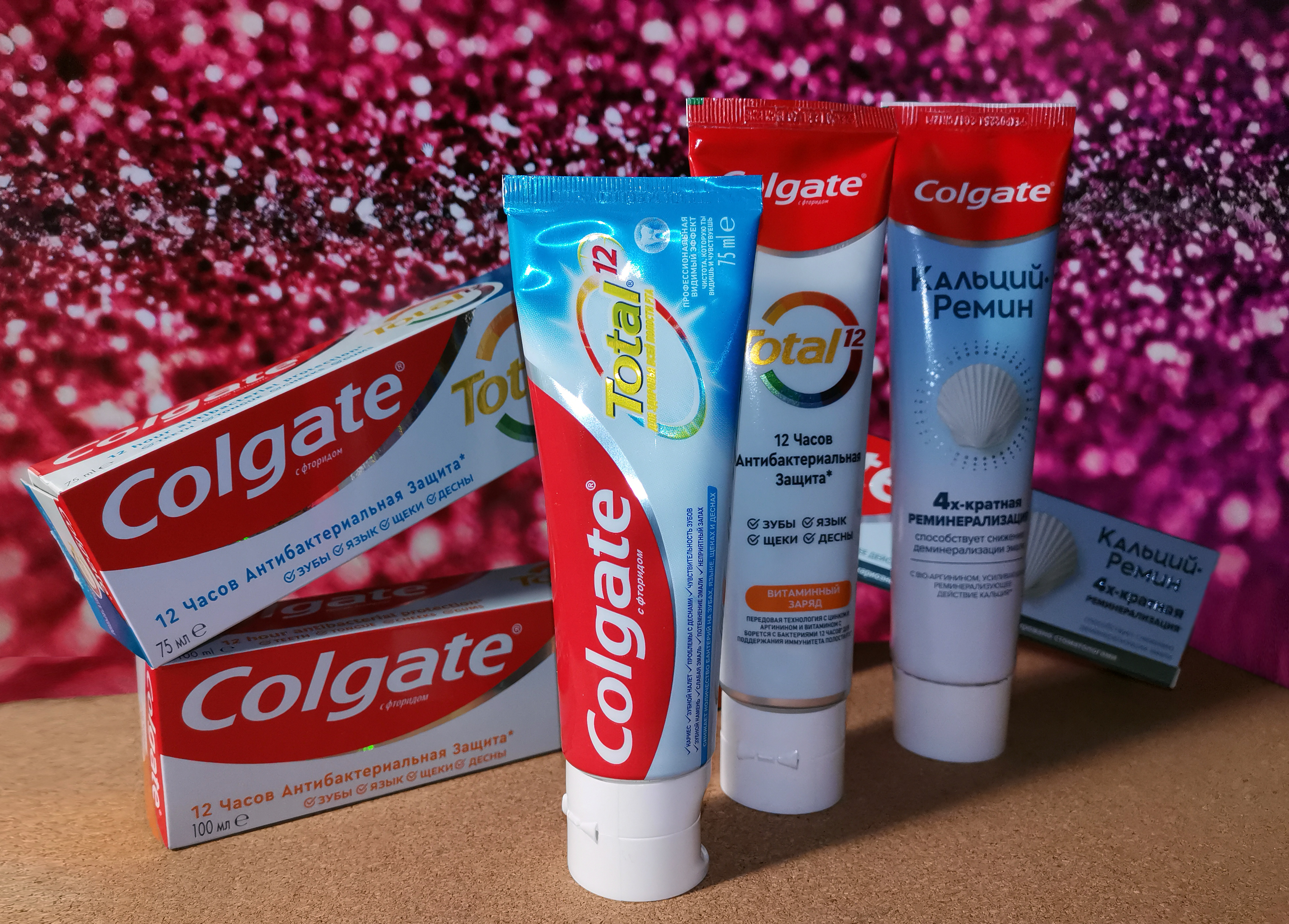
Продукция Colgate-Palmolive для российского рынка

В 2020 году Colgate-Palmolive приобрела Hello Products LLC, один из самых быстрорастущих брендов премиальных средств по уходу за полостью рта в США, за нераскрытую сумму.
В данное время корпорация Colgate-Palmolive является 13-миллиардной трансконтинентальной компанией  и продает продукцию по уходу за ротовой полостью, уходу за телом, бытовую химию, а также корма для животных. Colgate-Palmolive имеет филиалы и отделения в более чем 200 странах мира, компании принадлежат права на известнейшие торговые марки, такие как Colgate, Palmolive, Mennen, Lady Speed Stick, Softsoap, Protex, Sorriso, Kolynos, Ajax, Axion, Soupline, Suavitel и Fab, а также корма для животных: Hill’s.